# محوطه ۳۵۷
محوطه ۳۵۷ در شهرستان زابل، بخش شیب آب، دهستان لوتک، روستای حومه شهر سوخته، ۱۷ کیلومتری جنوب پایگاه باستان‌شناسی واقع شده و این اثر در تاریخ ۲۸ شهریور ۱۳۸۶ با شمارهٔ ثبت ۱۹۶۵۲ به‌عنوان یکی از آثار ملی ایران به ثبت رسیده است.